# Triboélectricité
 (mai 2022).

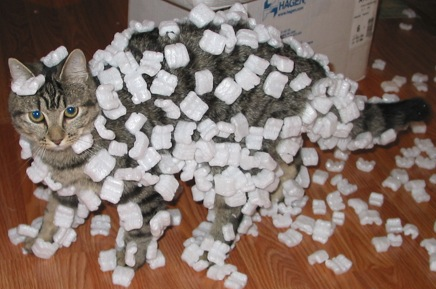
Des billes de polystyrène s'accrochent à la fourrure d'un chat en raison de l'électricité statique.

La triboélectricité (du grec tribein qui signifie « frotter » et ēlektron qui signifie « ambre », racine du mot électricité) est le phénomène électrostatique créé par la mise en contact de deux matériaux de nature différente. Il survient lorsqu'une partie des électrons de la surface de contact de l'un des deux matériaux est transférée à l'autre et que ce transfert subsiste lors de la séparation. L'effet triboélectrique peut être augmenté par un apport d'énergie mécanique en frottant les matériaux l'un contre l'autre (friction).
Il est plus communément appelé "électricité statique" et peut être facilement reproduit chez soi en frottant une règle en plastique avec un torchon. On approche alors la règle de ses propres cheveux ou de petits morceaux de papiers, qui viennent s'y coller.

## Principe

### Transfert des charges
La quantité de charges électriques transférée dépend :
- de la nature des deux matériaux (qui définit aussi leur signe relatif) ;
- de la surface de contact.

Pour le premier de ces paramètres, on définit des séries triboélectriques, c’est-à-dire des listes ordonnées de matériaux : la position relative définit le signe des charges, et la « distance » au sein de la liste donne une idée de l'importance de l'échange.
Pour le second paramètre, si au moins un des deux matériaux est un isolant, ils peuvent être utilisés à plusieurs reprises :
- soit en frottant les deux matériaux l'un sur l'autre ;
- soit en faisant « recirculer » une des surfaces (disque en rotation, courroie, etc.).

### Suites et conséquences du transfert de charge
Deux cas sont possibles :
Si les deux matériaux sont conducteurs et reliés électriquement : alors les charges peuvent se rejoindre et se neutraliser. Si au moins un des matériaux est isolant, alors les charges sont régies par les lois de l'électricité statique.
Si les deux matériaux sont conducteurs, mais isolés : on retrouve le cas précédent, à ceci près qu'il n'y a plus rien à attendre d'un frottement de « réutilisation des surfaces », les « anciennes » charges étant neutralisées lors de la fabrication des « nouvelles ». La quantité globale de charges est donc beaucoup plus faible.

#### Cas où l'isolant est l'air
Dans le cas où l'isolant est l'air (ce qui est, in fine, le cas le plus « classique »), la tension atteinte dépend des paramètres suivants :
- la résistivité car il n'y a en effet pas d'isolant parfait et il est toujours possible d'atteindre une tension U telle que le taux de création de charge par unité de temps (autrement dit, le courant) soit égal au ratio U/R, où R est la résistance électrique (en ohms) de l'objet chargé par rapport à un potentiel de référence. La résistivité dépend, entre autres, de la température (une flamme est conductrice) et du dépôt éventuel de substances plus conductrices, en surface ou pénétrant dans l'épaisseur (ex. : pollution) ;
- l'objet chargé se comporte comme un condensateur et possède une capacité. Plus elle est élevée et plus le nombre de charge pouvant s'y accumuler est important. La tension évolue alors selon la formule {\displaystyle U=Q/C}, où Q est la charge (en coulombs), C la capacité (en farads) et U la tension (en volts) ;
- la forme géométrique de l'objet, conformément aux lois de l'électricité statique. Le placement des lignes de champ dépend du rayon de courbure géométrique local. Le champ est alors maximal au voisinage d'une pointe, c'est l'effet de bord. S'il est suffisant pour ioniser l'air, il peut provoquer en l'absence de chemin de décharge à faible distance, une décharge par effet Couronne (ou Corona), sinon une étincelle ;
- la triboélectricité : cela fonctionne dans les deux sens. Le champ, même s'il ne suffit pas à provoquer une ionisation, suffira à mettre en mouvement les poussières et les molécules polaires (ou polarisables par un champ), créant un « vent électrique ». Ces poussières et molécules, au contact du matériau chargé, recevront quelques-unes de ces charges et les enverront au loin (même si les charges ne sont pas, au départ, générées par tribo-électricité ; c'est le principe de fonctionnement des ioniseurs).

### Devenir de la charge stockée
En fonction de ces paramètres[Lesquels ?] et de leur évolution dans le temps, elle peut :
- demeurer intacte, défiant les siècles et les millénaires, certaines configurations constituant des électrets, particulièrement quand la charge est « enkystée » dans l'épaisseur du matériau ;
- être dissipée, en quelques jours ou quelques millisecondes : c'est l'objectif de certains équipements industriels (bracelets « conducteurs », sols et mobiliers dissipatifs, humidificateurs, ioniseurs, etc.) ;
- être dissipée brutalement, en quelques nanosecondes, au contact d'un conducteur refermant le circuit (avec ou sans étincelle) : c'est la décharge électrostatique (alias DES, ou ESD en anglais)

Cette dissipation brutale peut se produire par exemple, en ôtant un vêtement chargé (laine ou matériau 100 % synthétique); en caressant un chat, dont le frottement de son poil est particulièrement optimisé du point de vue tribo-électrique; ou bien en descendant de voiture un jour de froid sec. En effet le pneu isolant sec accumulant les hectares de surface de contact sur une route isolante sèche, alors que l'atmosphère sèche dissipe mal les charges accumulées dans la carrosserie. Cependant les conséquences peuvent être plus graves, par exemple des mauvais fonctionnements ou des pannes d'appareils électroniques. Dans certains cas, une décharge électrostatique peut même tuer.

## Ordres de grandeur
| 50 V          | : | Certains composants électroniques ultra-sensibles sont détruits par le contact avec un humain chargé sous cette tension, voire moins.                                                                                  |
| 1 kV          | : | Le même humain, chargé sous cette tension, ressentira (probablement) la décharge ; décharge qui détruira la plupart des composants électroniques non protégés (par des composants de protection intégrés ou externes). |
| 15 kV         | : | La tension maximale que peut atteindre l'humain « normalisé » pour le « marquage CE » ; c'est aussi la limite d'immunité garantie pour certains composants à protection intégrée.                                      |
| 50 kV         | : | La tension maximale que peut atteindre un chat particulièrement velu ; il est vrai que la capacité à charger est plus faible.                                                                                          |
| 300 kV        | : | L'ordre de grandeur de la tension maximale que peut atteindre un hélicoptère par rapport au sol en brassant l'air isolant avec un rotor en matériaux composites isolants.                                              |
| 1 MV          | : | L'ordre de grandeur de tensions observées sur des sites industriels (courroies isolantes sur poulies isolantes, matériaux pulvérulents coulant dans des canalisations ou des trémies en matériaux isolants, etc.).     |
| 10 MV et plus | : | Tension pouvant être obtenue aux bornes d'un générateur Van de Graaff, tel qu'on en utilise pour alimenter les accélérateurs linéaires (LINAC).                                                                        |

## Risques industriels
Ces quelques exemples sont destinés à présenter brièvement le risque industriel que peut constituer la charge statique par effet tribo-électrique, en laissant de côté les autres procédés de charge.
- Automobile : 
  - sur un nouveau modèle de voiture, l'essence (isolante) circulant dans la durit (tuyau de plastique, isolant) pour alimenter le moteur, en profitait pour créer des charges par triboélectricité. Ces charges parvenaient à traverser le tuyau, pour se décharger brutalement dans un fil de capteur d'ABS. Le calculateur d'ABS, par « principe de précaution », se déclarait illico en panne. Cette fausse panne a tout de même conduit à modifier plusieurs centaines de milliers de voitures,
  - lors de l'ajout de carburant dans une station-service, l'accumulation de charges par frottement d'un vêtement sur le siège d'une voiture peut amener l'inflammation du carburant du pistolet par décharge électrique[1].
- Pétroles : dans les gigantesques cuves de stockage de carburant des « pompistes en gros », les différentes livraisons (l'unité de mesure, c'est le train, voire le pétrolier) se mélangent très peu et constituent des sortes de « bulles ». Des bulles qui se déplacent, qui se chargent et se déchargent, parfois brutalement, au contact d'une paroi ou d'une autre « bulle ». En principe, il n'y a aucune conséquence, même quand les étincelles ont lieu en surface, car on s'efforce d'éliminer l'oxygène de ces cuves. Mais si, par accident, négligence ou sabotage, l'inertage du réservoir n'a pas été réalisé efficacement, une explosion peut en résulter.
- Électricité : un câblier, pour que ses câbles haute tension de 25 kV à isolement sec soient fiables, était obligé de nettement surdimensionner l'épaisseur de l'isolant. Une analyse a démontré que, lors de l'extrudage de l'isolant sur le conducteur, l'effet tribo-électrique créait des « poches » de charges dans l'épaisseur de l'isolant, venant le précontraindre par-ci par-là et provoquant donc autant de points faibles (risque de claquage). Avec une phase supplémentaire de neutralisation des charges, le diamètre du câble a pu être diminué, ce qui contribue à permettre d'éliminer progressivement les pylônes et lignes aériennes du paysage.
- Industrie : dans une usine fabriquant un produit en poudre, le poste de travail final consistait en une grande trémie en plastique, où tombait le produit à emballer, une pile de sacs, et un homme chargé de les remplir sous la trémie. Parfois, la poudre coulait mal, elle restait « collée » dans la trémie (des gens ont cru que cela provenait de l'humidité). Un jour particulièrement sec, l'écoulement s'est arrêté : plusieurs tonnes de produit pulvérulent suspendues entre ciel et terre. Voulant bien faire, l'opérateur a voulu « percer le dôme de poudre humide » avec une barre de fer. La décharge électrostatique qui s'est ensuivie l'a tué net. Lors de l'enquête, alors que l'écoulement était normal, on a mesuré une différence de potentiel entre le stock de poudre et le sol supérieur au mégavolt.
- Aéronautique : aux temps héroïques, certains des premiers exercices de sauvetage en mer par hélicoptère se sont très mal terminés pour le volontaire jouant le naufragé. Vraiment très mal. C'est depuis ce temps-là qu'avant de le mettre « à portée de naufragé », le pilote de l'hélicoptère trempe son câble dans l'eau. C'est aussi pour cela que les plongeurs « largués » par hélicoptère sautent toujours du câble avant d'atteindre l'eau. Avions comme hélicoptères comportent d'ailleurs des sortes de pointes (dans le prolongement des surfaces portances ou de contrôle), pour mieux dissiper les charges accumulées en cours de vol.
- Astronautique : dans les années 1960, aux États-Unis, lors de l'assemblage (en salle blanche) du troisième étage d'un lanceur Delta, les opérateurs ont placé une bâche de protection anti-poussières, en nylon. Lors du glissement, une importante charge s'est accumulée sur la bâche. La décharge a eu lieu dans l'étoupille de mise à feu de l'étage, causant plus d'une dizaine de morts[2].
- Banques : sur un prototype de distributeur automatique de billets de banque, les billets, chargés, sortaient parfois à raison de « deux pour le prix d'un ».